# Langenfelder Verfahren

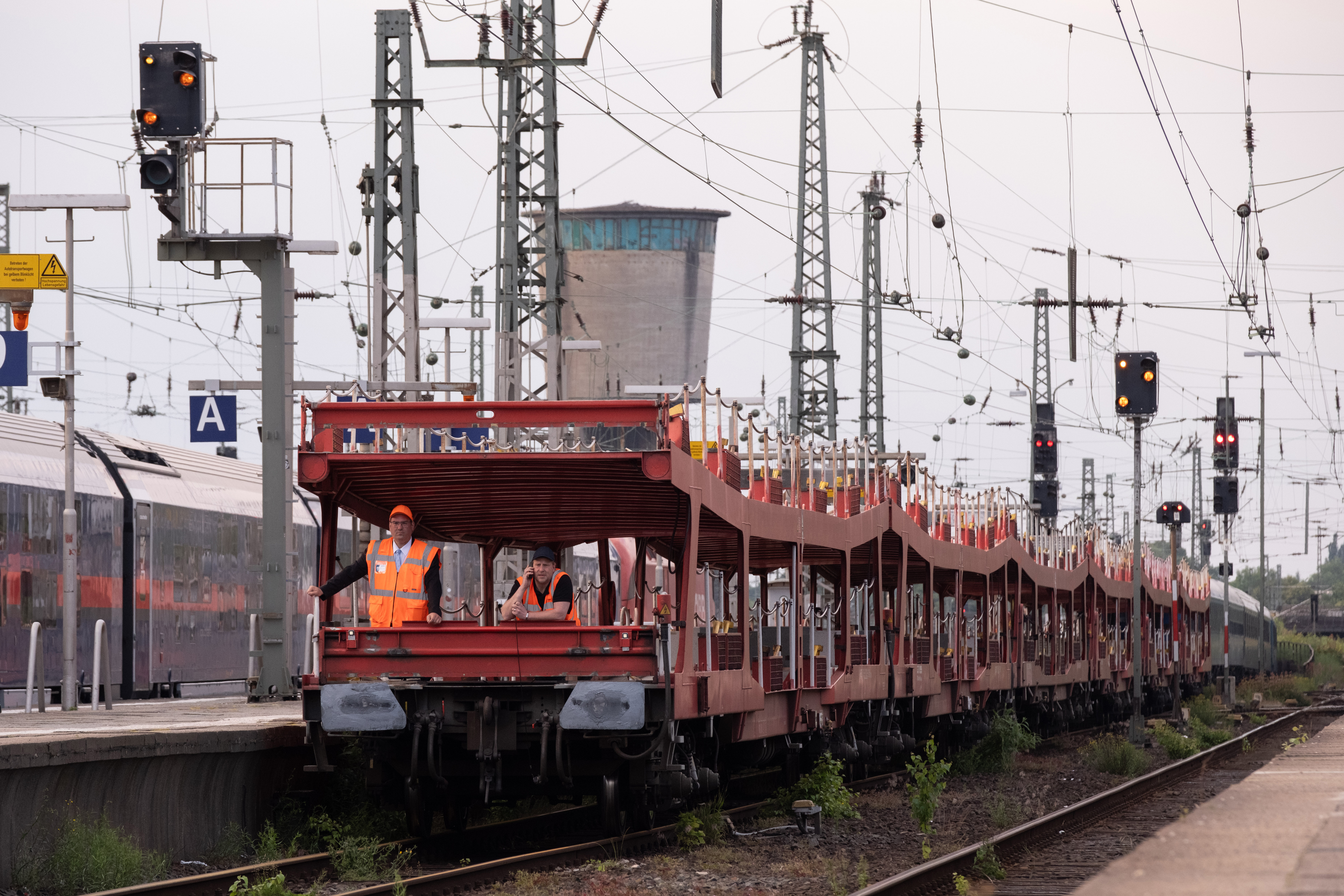
Der BTE AutoReiseZug wird im Bahnhof Hamburg-Altona als geschobene Zugfahrt aus dem Bahnhof Hamburg-Langenfelde kommend bereitgestellt.

Das  Langenfelder Verfahren ist ein besonderes und in Deutschland einzigartiges eisenbahnbetriebliches Verfahren, bei dem Züge zwischen den Bahnhöfen Hamburg-Altona Personenbahnhof und Hamburg-Langenfelde Betriebsbahnhof planmäßig – und teilweise mit Reisenden besetzt – als geschobene Zugfahrt verkehren.

## Betriebliche Situation
Die Situation zwischen Hamburg-Langenfelde Betriebsbahnhof und Hamburg-Altona Personenbahnhof ist eine andere als in anderen großen Bahnhöfen, in denen reger Verkehr hinsichtlich Bereitstellungen und Abstellungen herrscht. In Köln Hbf beispielsweise ist der Betriebsbahnhof ein Bahnhofsteil des Hauptbahnhofs, somit muss keine freie Strecke zwischen beiden Bahnanlagen befahren werden. Die Züge können also als Rangierfahrt bereit- oder abgestellt werden.
Zwischen dem Betriebsbahnhof Hamburg-Langenfelde und dem Personenbahnhof Hamburg-Altona hingegen liegen wenige hundert Meter der freien Strecke. Aufgrund dessen müssen Fahrten zwischen den beiden Bahnhöfen als Zugfahrt stattfinden. Bei Zügen ohne Führerraum an beiden Enden des Zuges geschieht dies in einer Richtung als geschobene Zugfahrt.

### Grundsätzliches zu geschobenen Zugfahrten
Geschobene Züge sind Züge, in denen kein arbeitendes Triebfahrzeug an der Zugspitze läuft, oder Züge, die nicht von der Spitze aus gesteuert werden.
Für geschobene Züge gelten gemäß Richtlinie 408.0445 bzw. 408.2445 unter anderem folgende Bedingungen:
- Die zulässige Geschwindigkeit beträgt 30 km/h, sollten andere Bedingungen nicht eine niedrigere Geschwindigkeit vorschreiben.[4]
- Die Spitze der Zugfahrt muss durch einen Mitarbeiter besetzt sein.[4]
- Der Mitarbeiter an der Spitze des Zuges muss eine Signalpfeife und bei Dunkelheit eine weiße Handleuchte mitführen.[4]
- Das Schieben von Zügen muss im Betriebsstellenbuch und im Streckenbuch zugelassen sein. Züge können jedoch auch unter anderen Bedingungen geschoben werden.

### Zusätzliche Bedingungen für das Schieben von Zügen im Rahmen des Langenfelder Verfahrens
- Ein Luftbremskopf muss verwendet werden.[2]
- Der Triebfahrzeugführer ist der Zugführer.[2]
- Die Kommunikation zwischen Mitarbeiter an der Spitze und Triebfahrzeugführer erfolgt fernmündlich, in der Regel über GSM-R.

### Aufgaben der Betriebsbeamten beim Langenfelder Verfahren

#### Triebfahrzeugführer
Der Triebfahrzeugführer befindet sich während der geschobenen Zugfahrt im Rahmen des Langenfelder Verfahrens auf dem Triebfahrzeug am Schluss des Zuges, in der Regel auf dem hinteren Führerstand. Er steuert das Triebfahrzeug und hält erforderlichenfalls den Kontakt zur Fahrdienstleitung über GSM-R. Der Triebfahrzeugführer ist der Zugführer.

#### Mitarbeiter an der Spitze des Zuges
Die Spitze des Zuges muss durch einen entsprechend ausgebildeten Betriebsbeamten besetzt sein, im Folgenden „Spitzenbegleiter“ genannt. Der Spitzenbegleiter steht im fernmündlichen Kontakt mit dem Triebfahrzeugführer und führt die Fahrt von der Spitze aus. Das für die Kommunikation genutzte Medium ist in den Richtlinien des EVU festgelegt.
Der Spitzenbegleiter beobachtet die Strecke, Signale und Weichen und gibt dem Triebfahrzeugführer alle relevanten Informationen fernmündlich weiter. Dazu gehören unter anderem Stellungen der Signale im Fahrweg, die Position der Spitze des Zuges, in welches Gleis der Fahrweg führt, und andere Besonderheiten. Zudem gibt er – analog zu einer Rangierfahrt – Fahr- und Halteaufträge. Der Spitzenbegleiter bedient außerdem erforderlichenfalls den Luftbremskopf.

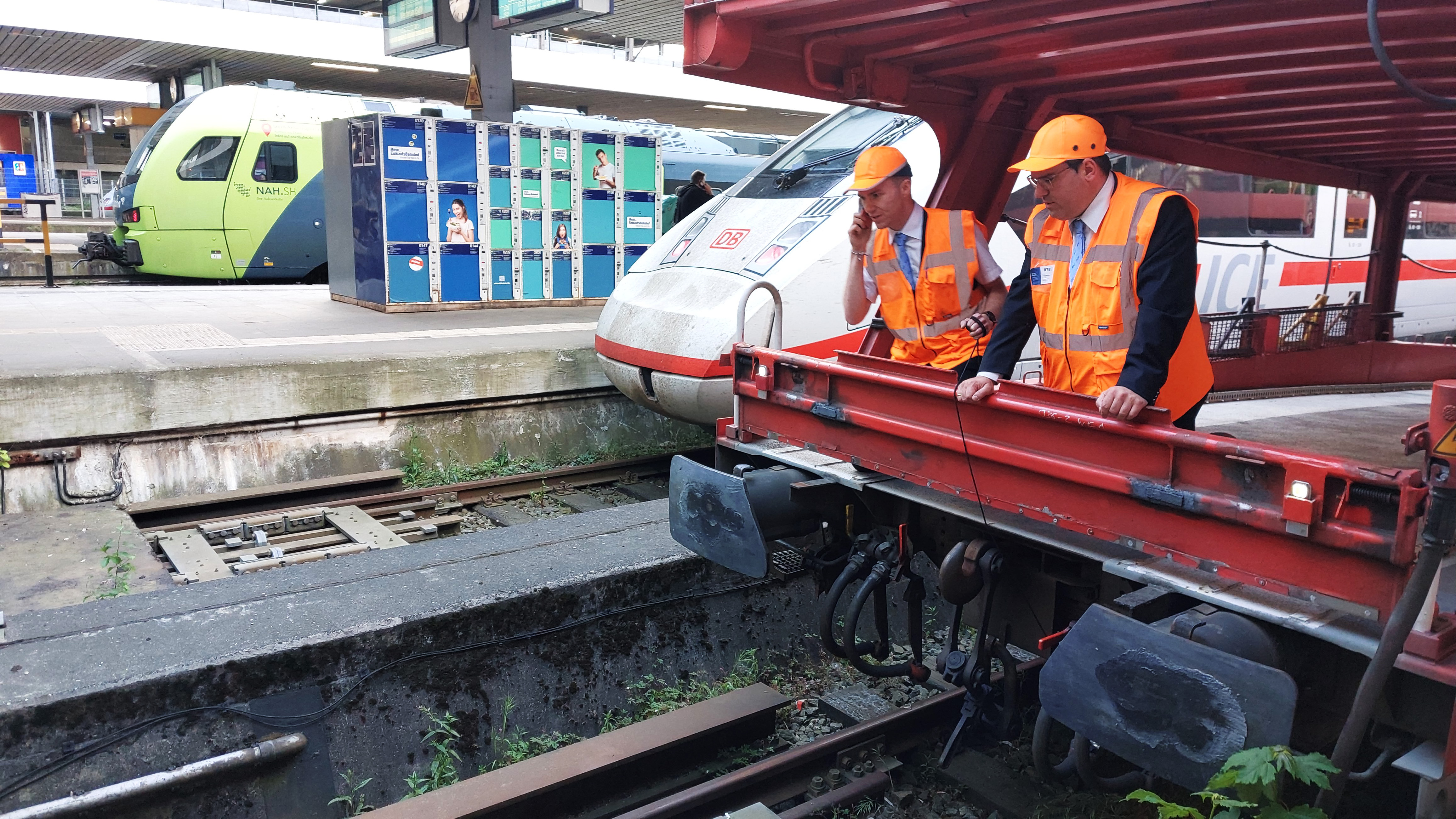
Zielbremsung im Rahmen des Langenfelder Verfahrens mittels Luftbremskopf. Ausbildungssituation mit Ausbilder (rechts) und Schüler, der die Fahrt führt und die Betätigungsleine des Luftbremskopfes in der Hand hält.

#### Besonderheiten bei Autoreisezügen
Das Langenfelder Verfahren wird auch im Rahmen der Bereitstellung von Autoreisezügen angewendet. Dieses Betriebsverfahren ist für die beteiligten Betriebsbeamten besonders anspruchsvoll, da der Zug sanft und exakt an der Verladerampe zum Halten kommen muss. Ein zu frühes Anhalten beendet die Zugfahrt, sodass eine gesonderte Zustimmung zum Weiterfahren als Rangierfahrt eingeholt werden muss, ein zu spätes Anhalten würde den federbelasteten Prellbock zu weit unter die Verladerampe drücken.

### Sinn und Zweck des Langenfelder Verfahrens
Ein Umsetzen der Lokomotiven bei Zügen ohne Steuerwagen oder zweite Lok am anderen Ende des Zuges ist im Bahnhof Hamburg-Altona auf den Bahnsteiggleisen aufgrund fehlender Weichen und Umfahrgleise nicht möglich. Entsprechend müsste die Rangierlok oder eine zweite Streckenlok im Bahnhof verbleiben, was sowohl den Personal- als auch den Fahrzeugbedarf steigen lässt.

### Züge, bei denen 2025 planmäßig das Langenfelder Verfahren angewendet wird (Auszug)
- NJ470[7] zur Abstellung in Richtung Langenfelde
- NJ471[8] zur Bereitstellung in Richtung Altona
- NJ490/40490 zur Abstellung in Richtung Langenfelde[9]
- NJ491/NJ40491 zur Bereitstellung in Richtung Altona[10]
- EC8[11] zur Abstellung in Richtung Langenfelde
- EC7[12] zur Bereitstellung in Richtung Altona
- EC172[13], EC176[14] zur Abstellung in Richtung Langenfelde
- EC173[15], EC177[16] zur Bereitstellung in Richtung Altona
- BTE1790[17] zur Bereitstellung in Richtung Altona
- BTE1791[18] bei der Ankunft aus Lörrach in Richtung Altona

### Betrieb in Zukunft
Das Langenfelder Verfahren wird noch bis mindestens 13. Dezember 2025, 23:59 Uhr angewendet. Im Zuge der Baumaßnahmen rund um den neuen Bahnhof Altona in Diebsteich werden die Bahnhöfe Hamburg-Altona Pbf und Hamburg-Langenfelde Bbf mittelfristig zu einem Bahnhof mit zwei Bahnhofsteilen zusammengefasst. Die Inbetriebnahme war schon zum Fahrplanwechsel im Dezember 2023 vorgesehen, aufgrund von Bauverzögerungen kam es dazu aber nicht. Im Streckenbuch für 2024 und 2025 ist der Zustand nach den Bauarbeiten angegeben, was die Herausgabe einer umfangreichen Sonder-La nötig machte, die nun auch 2025 gültig ist.
In Zukunft wird zwischen beiden Bahnhofsteilen als Rangierfahrt gefahren, was betrieblich einige Änderungen mit sich bringt. Beispielhaft sei dort die Fahrt auf Sicht mit maximal 25 km/h, statt den bisherigen 30 km/h genannt. Weiterhin wird in Zukunft nicht mehr auf Hauptsignal gefahren, sondern auf Schutzsignal, während der Fahrweg aber ähnlich bleibt. Auch das gefühlvolle Heranfahren an die Verladerampe bleibt bei Autoreisezügen weiterhin nötig.

## Galerie

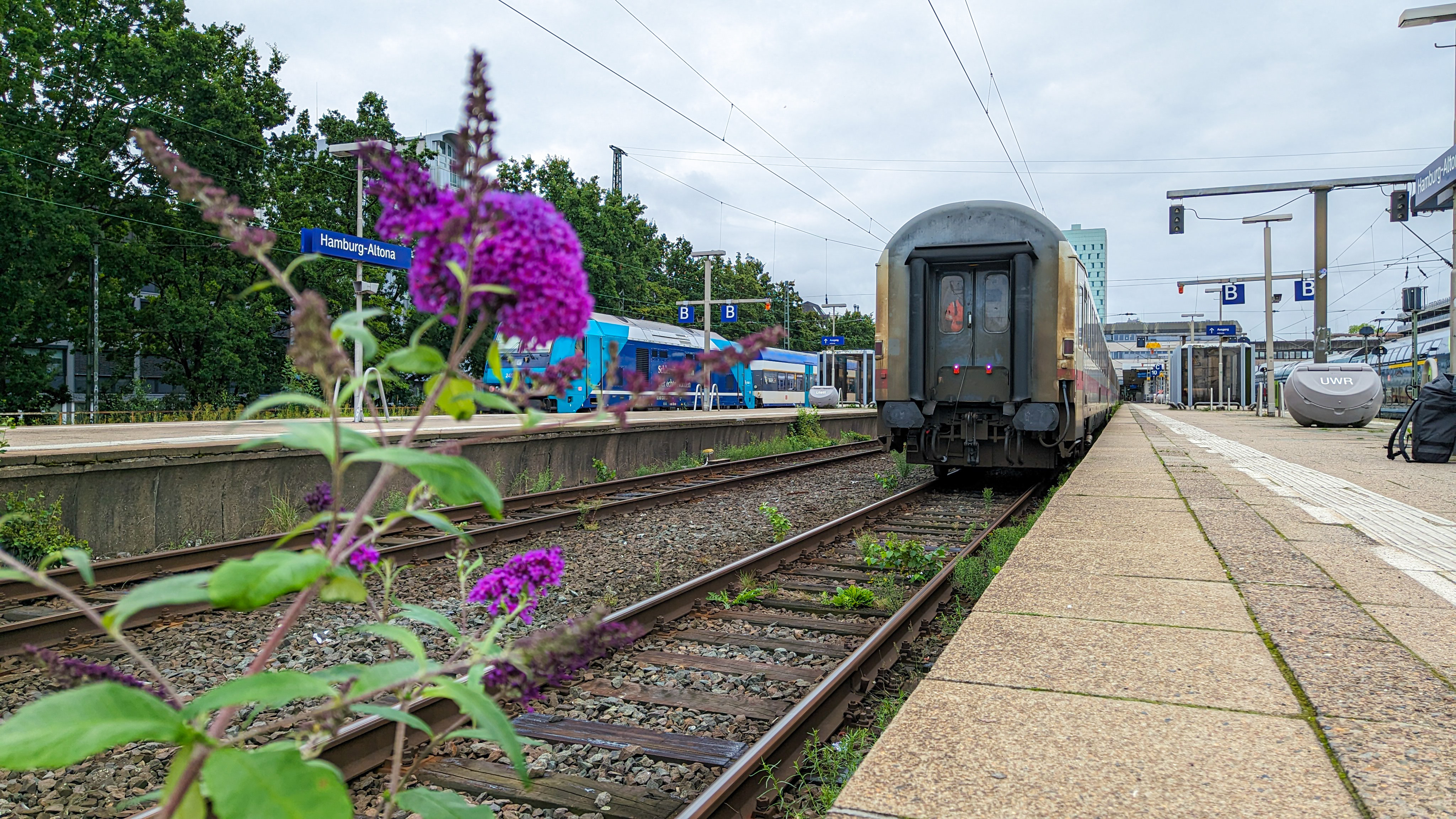
Ein EuroCity aus Kopenhagen wird demnächst im Langenfelder Verfahren den Bahnhof Altona geschoben verlassen.
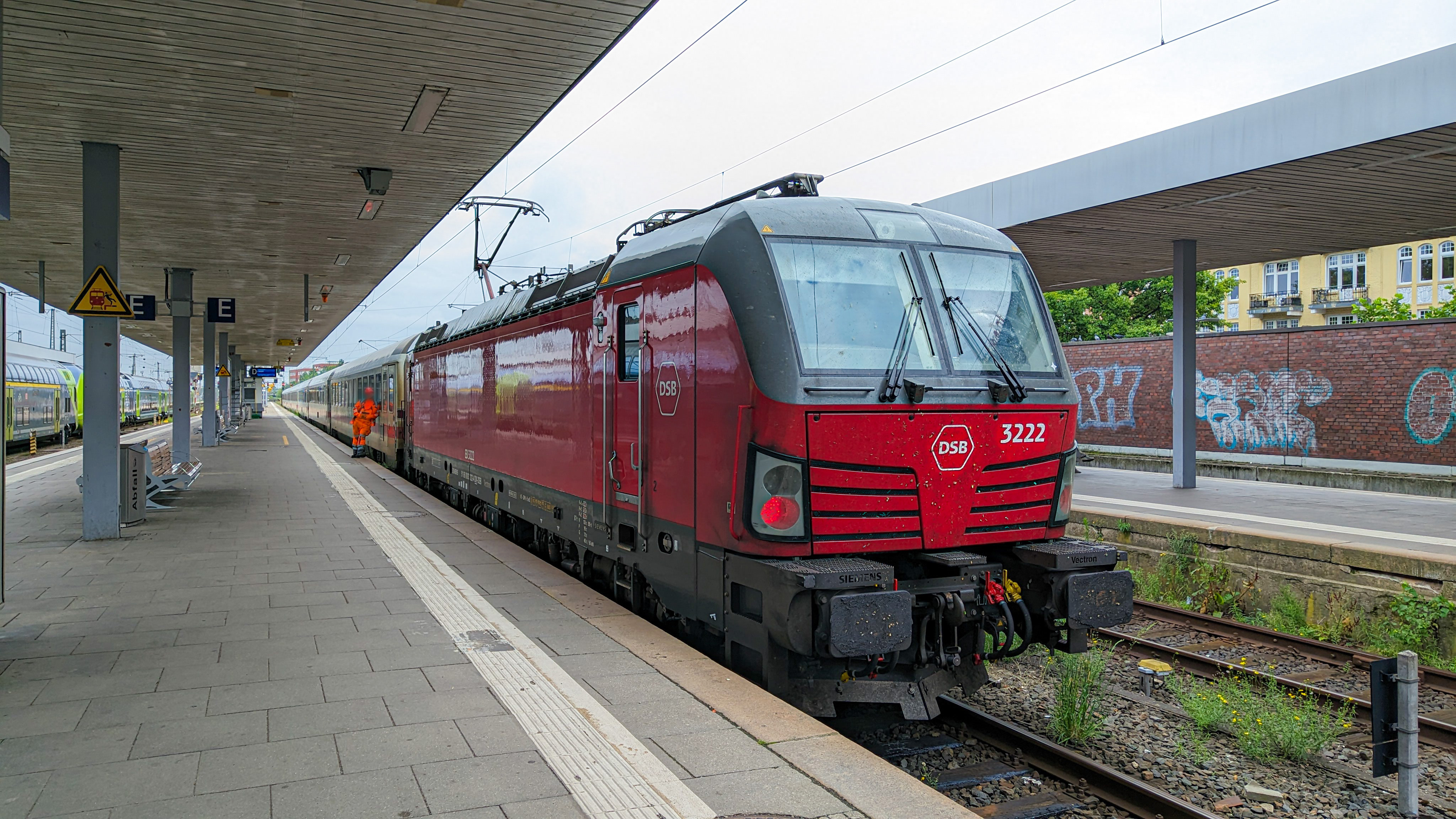
Zugschluss beim Langenfelder Verfahren. Hier sitzt der Triebfahrzeugführer. Die Lok zeigt Schlusssignal Zg2, der "falsche" Stromabnehmer ist gehoben.
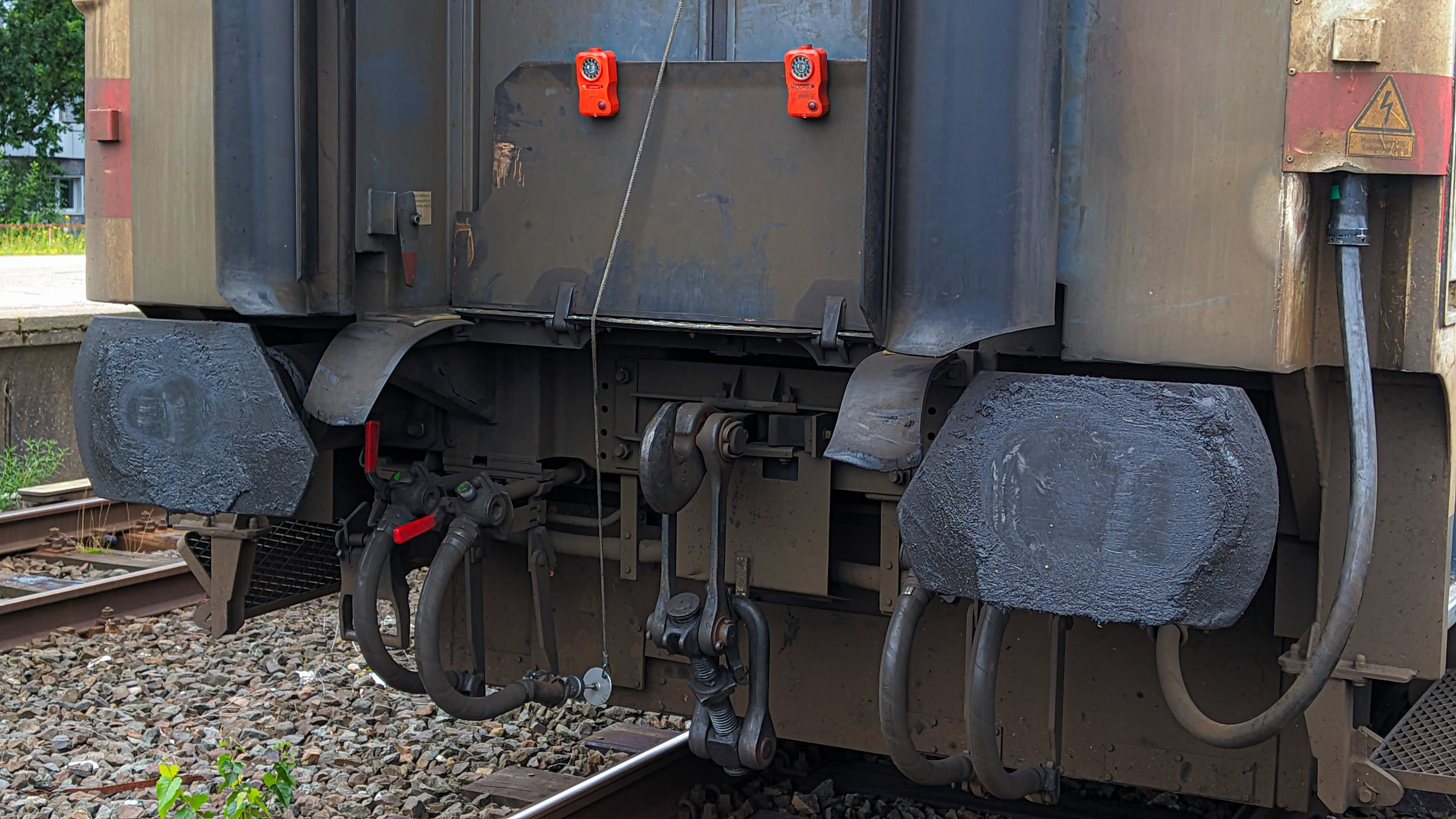
Am Übergangsblech sind zwei mobile Leuchten für das Spitzensignal Zg1b (derzeit ausgeschaltet) angebracht. An der Hauptluftleitung der Luftbremskopf.
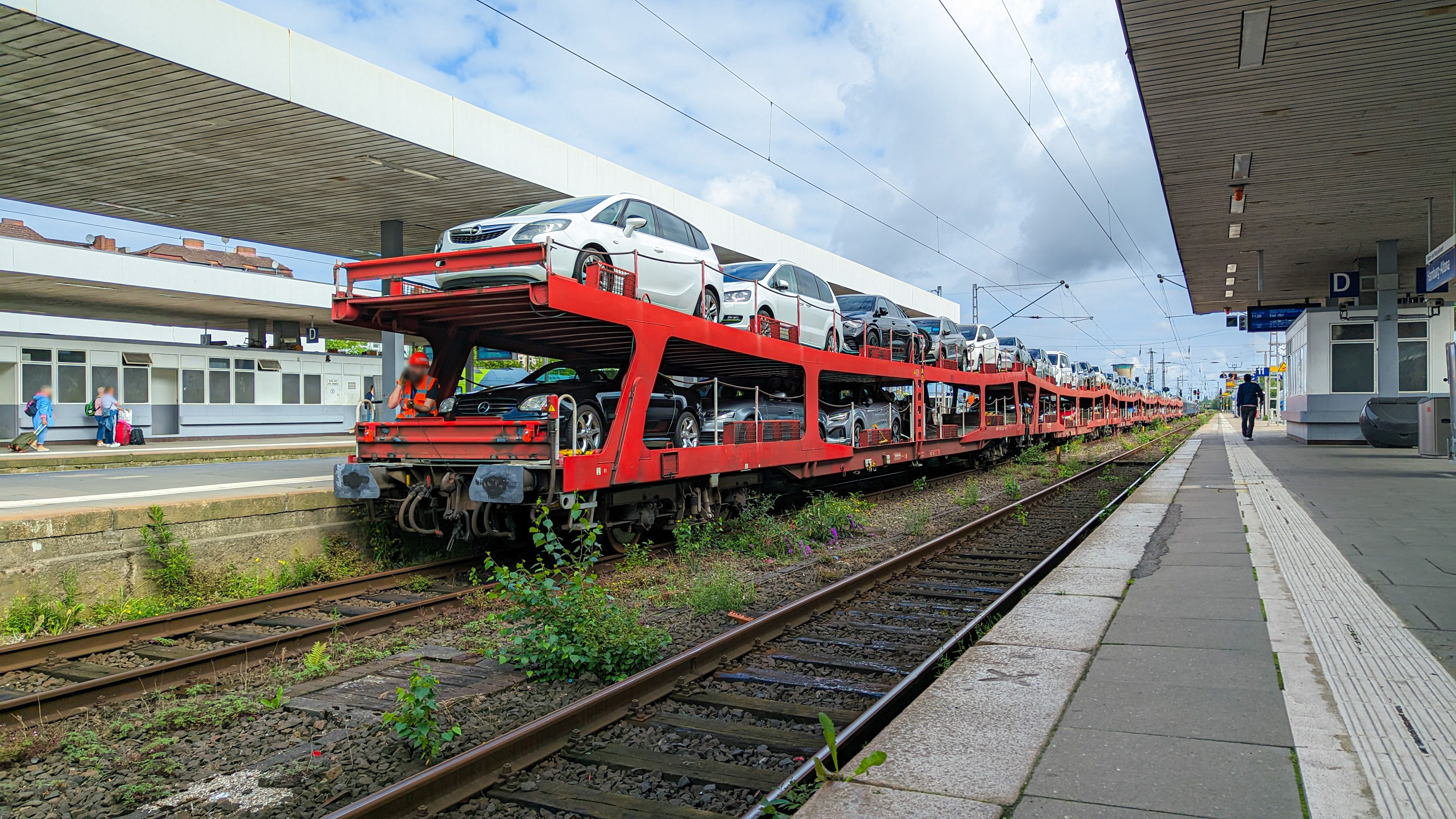
Bereitstellung eines Autoreisezuges, dieser muss auf wenige Zentimeter genau gehalten werden und den Prellbock berühren.